# Аплохейловые
Аплохейловые (лат. Aplocheilidae) — семейство лучепёрых рыб из отряда карпозубообразных. Обитают в Африке и Азии. Предложена альтернативная классификация, согласно которой в семейство аплохейловых включают существующие семейства нотобранхиевых и ривуловых. Пока данная классификация не получила всеобщего признания в ихтиологическом сообществе.

## Роды
В составе семейства выделяют 2 рода:
- Aplocheilus McClelland, 1838 — Азиатские щучки
- Pachypanchax Myers, 1933 — Пахипанхаксы, или щучки